# Légation chinoise à Lhassa
La Légation chinoise à Lhassa,,  ou Mission chinoise à Lhassa, ouverte en 1934 et fermée en 1949, était devenue peu à peu, selon Hugh Richardson, une véritable mission diplomatique de la République de Chine au Tibet.

## Histoire

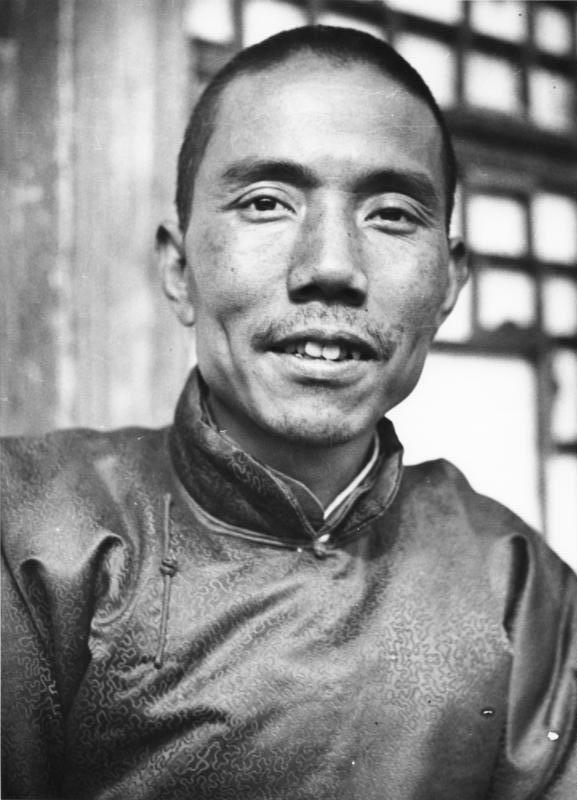
Chang Wei-pei, le représentant da la Chine à Lhassa en 1939, photo d'Ernst Krause

La mission chinoise de « condoléances » envoyée par le gouvernement de la République de Chine et dirigée par le général Huang Musong et les quatre-vingts personnes de son escorte arrive à Lhassa le 28 août 1934 avec l'autorisation du gouvernement tibétain, après le décès du 13e dalaï-lama. 
Après le retour en Chine de Huang Musong, elle laissa derrière elle deux agents de liaison munis d'un émetteur-récepteur radio. L'installation par des responsables chinois d'une station de radio permanente à Lhassa fut autorisée par le régent du Tibet, Réting Rinpoché, et la mission chinoise, composée de Jiang Zhiyu et de Liu Puchen, commença à se constituer.
En 1939, Chang Wei-pei, technicien radio de la légation et alors représentant par intérim de la République de Chine, salua à l'extérieur de Lhassa Ernst Schäfer, chef de l'expédition allemande au Tibet (1938-1939),. La légation chinoise permit à Ernst Schäfer d'utiliser la radio de la légation.
Le 8 juillet 1949, le représentant de la République de Chine, les membres de la mission et tous les Chinois furent expulsés du Tibet. Si la raison officielle était que la mission n'avait plus de rapports avec le gouvernement nationaliste chinois et qu'elle ne pouvait être accréditée par le nouveau gouvernement communiste, la raison véritable était le gouvernement tibétain craignait qu'une partie, voire la totalité des membres de la mission ne se rallient au nouveau gouvernement .

## Représentants de la République de Chine
Entre 1934 et 1949, se succédèrent à Lhassa les représentants suivants de la République de Chine :
- Liu Puchen : novembre 1934 - janvier 1935 (jusqu'à son décès à Lhassa) ;
- Chiang Chu-yi (Jiang Zhiyu) : janvier 1935 - janvier 1938 (quitta son poste en novembre 1937 pour rejoindre la Chine via l'Inde)[14] ;
- Gao Changhzu : mai 1938 (retenu à la frontière sino-tibétaine et ne fut jamais en mesure d'atteindre Lhassa) ;
- Chang Wei-pei (Zhang Weibai, Zhang Ziyi, Tang Fe-tang): mai 1938 - mars 1940 (technicien radio de la légation, officia durant la vacance en tant que représentant ad interim) ;
- Kong Qingzong: mars 1940 - octobre 1943 ;
- Shen Tsung-lien (Shen Zonglian): octobre 1943 - juillet 1947 ;
- Chen Xizhang : juillet 1947 - juillet 1949 (représentant ad interim de juillet 1947 jusqu'à son expulsion en juillet 1949).